# فيروس رملي ثديي
الفيروس الرملي الثديي (الاسم العلمي: Mammarenavirus) هو جنسٌ من الفيروسات ضمن عائلة الفيروس الرملي. يُعد الاسم العلمي للفيروس منحوتًا من الثدييات (mammal) والاسم السابق (Arenavirus)، مما يميزه عن الفيروس الرملي الزاحفي [الإنجليزية] (الاسم العلمي: Reptarenavirus). تأتي تسمية (Arenavirus) من اللاتينية (arena) والتي تعني الرمل؛ وذلك لمظهره الرملي في الفيريون.

## روابط خارجية
- ICTV Report: Arenaviridae